# Bahnstrecke Thalwil–Zug
| Zürich–Thalwil–Zug (rot) |                                          |                                               |                                               |
| Streckennummer (BAV): | 660                                      |                                               |                                               |
| Fahrplanfeld: | 600                                      |                                               |                                               |
| Streckenlänge: | 17,13 km                                 |                                               |                                               |
| Spurweite: | 1435 mm (Normalspur)                     |                                               |                                               |
| Stromsystem: | 15 kV 16,7 Hz ~                          |                                               |                                               |
| Maximale Neigung: | 10 ‰                                     |                                               |                                               |
| Streckengeschwindigkeit: | 125 km/h                                 |                                               |                                               |
| Zweigleisigkeit: | Thalwil–Horgen Oberdorf Litti (Baar)–Zug |                                               |                                               |
| |                                          |                                               |                                               |
| \| \| \| Zimmerberg-Basistunnel und Seebahn von Zürich \| \| \| \| 12,09 \| Thalwil \| 435 m ü. M. \| \| \| \| nach Ziegelbrücke \| \| \| \| 14,52 \| Oberrieden Dorf \| 460 m ü. M. \| \| \| 16,82 \| Horgen Oberdorf \| 483 m ü. M. \| \| \| \| Zimmerbergtunnel (1985 m) \| \| \| \| \| Sihl Sihlbrugg (l/r 65/66 m) \| \| \| \| \| Sihltalbahn von Zürich \| \| \| \| 19,92 \| Sihlbrugg (bis 2013 bedient) \| 514 m ü. M. \| \| \| \| Albistunnel (3359 m) \| \| \| \| 24,04 \| Litti (Baar) \| Litti (Baar) \| \| \| \| Lorze (110 m) \| \| \| \| 26,61 \| Baar \| 443 m ü. M. \| \| \| 27,60 \| Baar Neufeld \| 435 m ü. M. \| \| \| 28,20 \| Baar Lindenpark \| 427 m ü. M. \| \| \| \| ehemalige Wendeschlaufe \| \| \| \| 29,22 \| Zug (Keilbahnhof) \| 424 m ü. M. \| \| \| \| nach Arth-Goldau \| \| \| \| \| nach Luzern \| \| |                                          |                                               |                                               |
| Abzweig geradeaus und von rechts |                                          | Zimmerberg-Basistunnel und Seebahn von Zürich | Zimmerberg-Basistunnel und Seebahn von Zürich |
| Bahnhof | 12,09                                    | Thalwil                                       | 435 m ü. M.                                   |
| Abzweig geradeaus und nach links |                                          | nach Ziegelbrücke                             | nach Ziegelbrücke                             |
| Haltepunkt / Haltestelle | 14,52                                    | Oberrieden Dorf                               | 460 m ü. M.                                   |
| Bahnhof | 16,82                                    | Horgen Oberdorf                               | 483 m ü. M.                                   |
| Tunnel |                                          | Zimmerbergtunnel (1985 m)                     | Zimmerbergtunnel (1985 m)                     |
| Brücke über Wasserlauf |                                          | Sihl Sihlbrugg (l/r 65/66 m)                  | Sihl Sihlbrugg (l/r 65/66 m)                  |
| Abzweig geradeaus und von rechts |                                          | Sihltalbahn von Zürich                        | Sihltalbahn von Zürich                        |
| Dienststation / Betriebs- oder Güterbahnhof | 19,92                                    | Sihlbrugg (bis 2013 bedient)                  | 514 m ü. M.                                   |
| Tunnel |                                          | Albistunnel (3359 m)                          | Albistunnel (3359 m)                          |
| Dienststation / Betriebs- oder Güterbahnhof | 24,04                                    | Litti (Baar)                                  | Litti (Baar)                                  |
| Brücke über Wasserlauf |                                          | Lorze (110 m)                                 | Lorze (110 m)                                 |
| Bahnhof | 26,61                                    | Baar                                          | 443 m ü. M.                                   |
| Haltepunkt / Haltestelle | 27,60                                    | Baar Neufeld                                  | 435 m ü. M.                                   |
| Bahnhof | 28,20                                    | Baar Lindenpark                               | 427 m ü. M.                                   |
| Abzweig geradeaus und ehemals von rechts |                                          | ehemalige Wendeschlaufe                       | ehemalige Wendeschlaufe                       |
| Bahnhof | 29,22                                    | Zug (Keilbahnhof)                             | 424 m ü. M.                                   |
| Abzweig geradeaus und nach links |                                          | nach Arth-Goldau                              | nach Arth-Goldau                              |
| Strecke |                                          | nach Luzern                                   | nach Luzern                                   |

Die Bahnstrecke Thalwil–Zug ist eine Eisenbahnstrecke in den Schweizer Kantonen Zürich und Zug.

## Geschichte

### Eröffnung und Verstaatlichung
Die Schweizerische Nordostbahn eröffnete die Strecke zeitgleich mit der anschliessenden Bahnstrecke Zug–Arth-Goldau der Gotthardbahn-Gesellschaft am 1. Juni 1897 als Zubringerstrecke zur Gotthardbahn. Die Strecke verkürzte zusammen mit dem Abschnitt Zürich–Thalwil der Linksufrigen Seebahn die Distanz im Vergleich zur Bahnstrecke Zürich–Zug durch das Knonaueramt um etwa 10 Kilometer. Zum Bahnhof Sihlbrugg erstellte die Sihltalbahn von Sihlwald aus eine Streckenverlängerung, die ebenfalls am 1. Juni 1897 eröffnet wurde. Der Bahnhof Zug, der bereits als Endbahnhof der Bahnstrecken Zürich–Zug und Zug–Luzern bestand, wurde beim Bau der neuen Strecken verlegt.
Mit der Verstaatlichung der Nordostbahn 1902 ging die Strecke zu den Schweizerischen Bundesbahnen über.

### Ausbau
Zwischen Baar und Zug wurde die Strecke 1931 doppelspurig ausgebaut.
Im Abschnitt Litti–Baar wurde die Strecke 1979 doppelspurig. Die alte, 96 Meter lange Brücke über die Lorze wurde anlässlich des Doppelspurbaus durch einen Neubau von 110 Meter Länge ersetzt. Auf der neugebauten Brücke wurde in der Nacht vom 28. auf den 29. März 1981 mit acht Ae 4/7 eine Belastungsprobe durchgeführt.

## Streckenbeschreibung

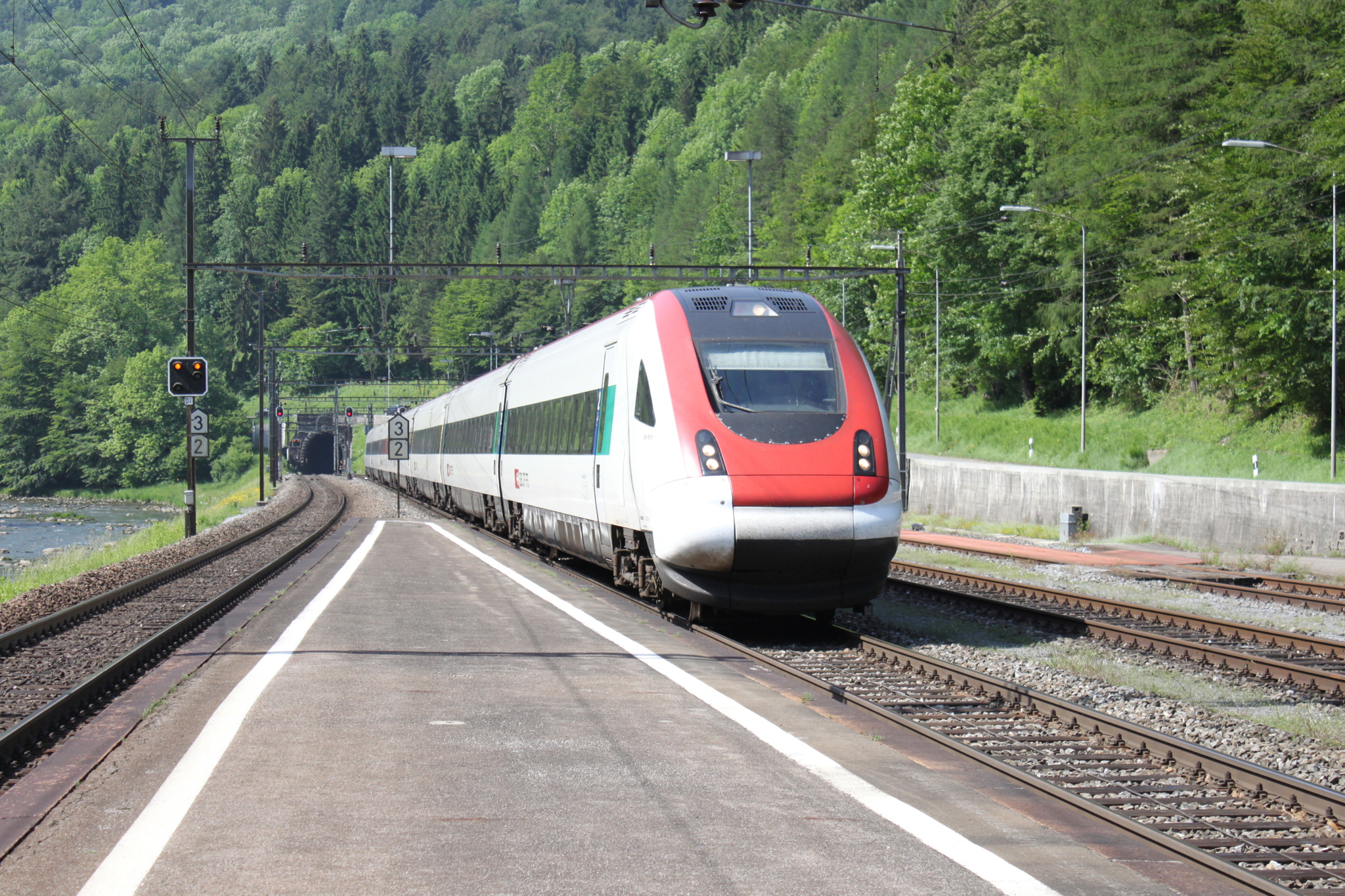
SBB RABDe 500 in Sihlbrugg mit Albistunnel im Hintergrund

Die überwiegend zweispurige Strecke ist im Bereich des Zimmerbergtunnels und des Albistunnels noch einspurig.
Die Strecke beginnt in Thalwil, wo sie von der Linksufrigen Zürichseebahn abzweigt. Der seit den 1960er-Jahren doppelspurig ausgebaute Streckenabschnitt führt am nördlichen Abhang des Zimmerberges stetig ansteigend nach Horgen Oberdorf. Danach unterfährt sie mit dem 1985 Meter langen, einspurigen Zimmerbergtunnel den Horgenberg als Teil des Zimmerberges. Nach dem Tunnel wird die Sihl doppelspurig – für jedes Gleis eine eigene Brücke – überquert und der Bahnhof Sihlbrugg erreicht. Es folgen der 3359 Meter lange einspurige Albistunnel und danach die Dienststation Litti, von wo die Strecke zum Bahnhof Baar im Lorzebecken geführt wird. Dabei wird sie von der Littibachbrücke der Autobahn A14 überquert. Vor Baar wird die Lorze überquert.